# 이소라 vol.1
《이소라 vol.1》은 이소라의 정규음반 1집이며, 타이틀 곡은 〈처음 느낌 그대로〉, 〈난 행복해〉이다. 〈난 행복해〉는 당시 대표 음악 프로그램이었던 가요톱10에서 3주 연속 1위를 차지하였다. (1995년 12/13, 12/20, 1996년 1/3)
발매와 동시에 많은 사랑을 받으며 100만장이 넘는 판매고를 올렸고 대한민국 공식 여자 솔로 가수 최다 앨범 판매라는 기록을 세웠다.

## 수록곡
| #             | 제목                             | 작사          | 작곡          | 재생 시간 |
| ------------- | -------------------------------- | ------------- | ------------- | --------- |
| 1.            | 〈고백〉                         | 이소라        | 김현철        | 4:13      |
| 2.            | 〈처음 느낌 그대로〉             | 이소라        | 김광진        | 4:22      |
| 3.            | 〈난 행복해〉                    | 김현철        | 김현철        | 4:24      |
| 4.            | 〈잊지 말기로 해〉 (with 이문세) | 장필순        | 김현철        | 4:28      |
| 5.            | 〈더위〉                         | 이소라        | 유정연        | 4:36      |
| 6.            | 〈운명〉                         | 조규찬        | 조규찬        | 4:35      |
| 7.            | 〈우연히〉                       | 조규찬        | 조규찬        | 5:04      |
| 8.            | 〈권태〉                         | 이소라        | 고찬용        | 4:02      |
| 9.            | 〈그냥 이렇게〉                  | 이소라        | 김현철        | 4:01      |
| 총 재생 시간: | 총 재생 시간:                    | 총 재생 시간: | 총 재생 시간: | 39:45     |